# Convención Nacional de COPEI de 1972
La II Convención Nacional Extraordinaria del partido Copei se instaló el 17 de marzo de 1972 en el Teatro Radio City de Caracas con la finalidad de escoger al candidato presidencial del partido. Los precandidatos fueron cuatro: Luis Herrera Campíns, senador por el Estado Lara, Lorenzo Fernández, ministro de Interior, Arístides Beaujon y Edecio La Riva.
Durante el proceso de selección del candidato, resultó elegido Lorenzo Fernández en segunda vuelta con más del 53 % de los votos de los delegados presentes, siendo así definido como candidato de la tolda verde a las elecciones generales de 1973.

## Contexto
Según los estatutos, el candidato presidencial debía ser electo con la mitad más uno de los votos de los delegados a la convención. Si alguno lograba la mayoría en la primera votación, se erigía en el candidato del partido. En caso de no obtener los votos suficientes, se pasaba a una segunda vuelta.
Fernández venció en la primera vuelta con un poco más del 14 % por delante de su contrincante, pese a esto no obtuvo la mayoría necesaria para ser elegido candidato, sin embargo Herrera estaba favorecido para ganar en la segunda vuelta, pero no obstante durante la convención se dio un hecho controversial conocido como «el hombre del maletín», refiriéndose al diputado por Barinas, Rafael Clarencio González, quien tenía un maletín con dinero que repartía a los delegados del interior para que votaran en el balotaje por Fernández y no por Herrera, siendo uno de los primeros casos de corrupción política conocidos en la democracia venezolana.

### Resultados
|  | 45,29 % |

|  | 53,31 % |

|  | 31,06 % |

|  | 46,68 % |

|  | 20,18 % |

|  | 3,45 % |

|  | 100 % |

|  | 100 % |